# Giovanni Cadonici
Giovanni Cadonici (Venezia, 1705 – Cremona, 27 febbraio 1786) è stato uno storico, scrittore ed ecclesiastico d'orientamento agostiniano e filogiansenista italiano.

## Biografia
Ebbe origini modeste in Venezia, dove frequentò il seminario patriarcale. Ottenuto un primo impiego in qualità di precettore dei figli e dei nipoti della marchesa Soresina-Vidoni in area cremonese, continuò a dedicarsi allo studio della storia ecclesiastica, stabilendo una densa corrispondenza con Ludovico Antonio Muratori, Giovanni Lami ed altri intellettuali contemporanei. Notevole visibilità gli recò la pubblicazione delle Vindiciae augustinianae ab imputatione regni millenarii (difesa di Sant'Agostino dall'accusa di millenarismo, 1747), nonché, dopo prolungata instabilità economica, l'incarico di canonico della Cattedrale di Santa Maria Assunta a Cremona (1750) concessogli dal papa Benedetto XIV, cui le Vindiciae erano dedicate.
La pubblicazione dell'opera si rivolse a coloro che intendevano attribuire a sant'Agostino posizioni millenariste (una lettura particolarmente sostenuta dalla storiografia maurina). Nella famosa opera omnia, da essi pubblicata e precedente rispetto alle Vindiciae, si tornava infatti a evidenziare il millenarismo del salmo 259. Una disputa non nuova tornò ad alimentarsi aprendosi su più fronti, coinvolgendo il teologo francese Honoré Tournély ed il mondo gesuita, sebbene sia difficile ritenere accuse le varie interpretazioni.
Lo stesso vescovo di Ippona sostenne nel De Civitate Dei di avervi aderito in anni passati, tale pensiero sarebbe poi evoluto fino a mutarsi in un rifiuto. Ma Cadonici scese in campo per difendere il suo amato padre della Chiesa da ogni possibile ombra d'accusa, e benché il suo lavoro suscitasse fra le tante reazioni l'apprezzamento di Ludovico Antonio Muratori (che ne lodò l'uso sapiente delle fonti), è da sottolineare che lo studioso veneziano omise di riferire il succitato passo del Civitate Dei, sostenendo piuttosto la non autenticità del salmo.

## In difesa di sant'Agostino
Alle forti critiche, provenienti principalmente dai membri della Compagnia di Gesù (tra cui Francesco Antonio Zaccaria, già in polemica circa la questione su un evento misterioso di una giovane cremonese vomitante sassi), seguirono altre opere aventi per tema sant'Agostino e le sue lezioni: i Dialoghi tre in difesa delle Vinidicie agostiniane (1753) in forma di commedia, ove non si mancò di attribuire ai padri gesuiti gli appellativi di ingrassati, inoperosi, lassisti (a Milano ne fu vietata la pubblicazione). La Dissertazione epistolare: se l'anima delle bestie possa dirsi spirituale e per legge ripararsi dalla onnipotenza di Dio nel fine de' tempi, secondo le Divine Scritture e le interpretazioni e le dottrine di sant'Agostino (1768); ed ancora, la Spiegazione del testo di sant'Agostino, "Ecclesiam Christi servituram fuisse sub regibus huius saeculi", e alle giornaliere preci pubbliche da istabilirsi nel rito romano per la salute e prosperità dei propri sovrani (1784).
Perfino nel saggio del 1760 Confutazione teologico-fisica del sistema di Guglielmo Derham inglese che vuole tutti i pianeti, da creature ragionevoli, come la Terra, abitati Cadonici si servirà di sant'Agostino per rispondere alle "stravaganze d'alcuni".
Espressamente concepita in opposizione alle degenerazioni del culto e della superstizione fu, come accennato, l'Informazione sopra il famoso ed agitato fenomeno della giovine cremonese vomitante sassi ed altri corpi strani (1749). Cadonici vi dichiarava quel fatto un'"impostura" e tornava a scontrarsi sia con il gesuita padre spirituale della giovane che con il medico Paolo Valcarenghi, il quale avvalorava il fenomeno con spiegazioni di dubbia scientificità.

## Dalla fedeltà all'opposizione alla Chiesa romana
La fase storica in cui Cadonici si colloca assieme ai partecipanti alla questione del millenarismo non è priva di una più estesa tensione escatologica che legge nel presente o intravede nel prossimo futuro la fine del mondo, fenomeno peculiare delle fasi in cui si attuano ristrutturazioni socio-economiche ma anche del pensiero. Vale altresì la constatazione che l'onda lunga delle dispute attorno a sant'Agostino traeva linfa ancora dal rilancio dell'agostinismo e della letteratura patristica per mano della Riforma protestante.
Per l'intero corso della sua vita, Cadonici rimase uomo teso al mantenimento di una salda morale cristiana, riconosciutagli dagli stessi nemici intellettuali. Venne tuttavia meno la fedeltà e la fiducia nel centralismo della Chiesa di Roma. La scomparsa del pontefice Benedetto XIV, che gli concesse il premio del canonicato cremonese e l'invito a proseguire gli studi, condusse al soglio pontificio papa Clemente XIII, più rigido nei confronti sia degli agostiniani che dei gesuiti.
L'alta considerazione dei Padri della Chiesa, il lamentato declino dell'istituzione religiosa romana e l'eccesso di accuse ai sostenitori di S. Agostino, favorirono o rafforzarono il legame tra Cadonici ed i membri dell'intelletualità filogiansenista italiana (Giovanni Lami, Isidoro Bianchi, Giovan Gaetano Bottari, fondatore del circolo giansenista romano, il fondatore della Scuola dell'agostinismo ortodosso Enrico Noris e l'erudito moderato Ludovico Antonio Muratori). Per tutti questi motivi spiegò assai chiaramente di non voler esser considerato seguace di Giansenio o di Baio; piuttosto di Noris.
Il dispotismo ecclesiastico gli pare evidente con la pubblicazione della bolla In Coena Domini. Cadonici accrebbe la fiducia nei sovrani per il rinnovamento della Chiesa corrotta e decadente; sostenne tenacemente una riforma ecclesiastica in direzione episcopalista e gioì all'attuazione delle prime riforme in Lombardia concernenti gli accessi agli ordini religiosi, le loro proprietà, le rendite, i privilegi.